# Tihanyi-szoros
A Tihanyi-szoros egy szoros a Balaton keleti és nyugati medencéje között, itt a két part közötti távolság kb. 1,1 km.

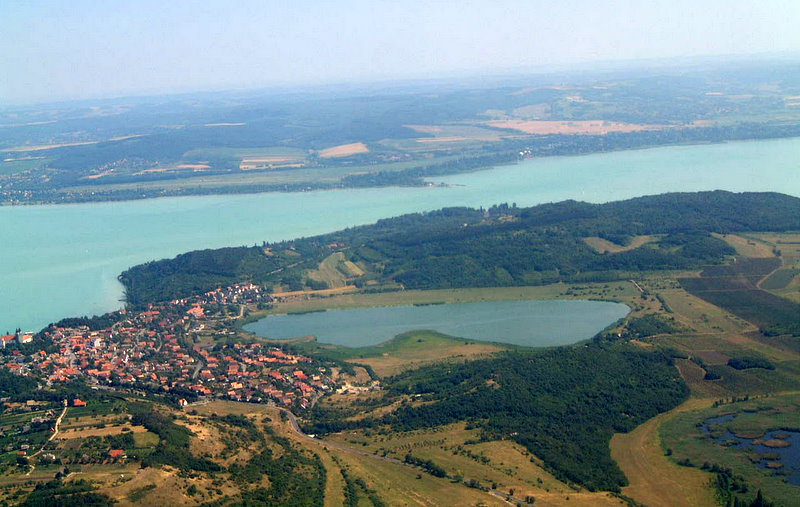
A Tihanyi-szoros

A Balaton legmélyebb pontja a Tihanyi-szoros legmélyebb árkában az úgynevezett a „Tihanyi-kút”, ahol a tó medre 11–12,5 méter mélyen van. Más forrás szerint a kút mélysége 10,67 méter.
Mélyen belenyúlik az északi partról a Tihanyi-félsziget. Magyarország egyik legváltozatosabb tája; itt hozták létre az első tájvédelmi körzetet.